# Monotocheirodon pearsoni
Monotocheirodon pearsoni är en fiskart som beskrevs av Eigenmann 1924. Monotocheirodon pearsoni ingår i släktet Monotocheirodon och familjen Characidae. Inga underarter finns listade i Catalogue of Life.